# 延安二十里堡机场
延安二十里堡机场是位于中国陝西省延安市的一座已停用的民用機場，位於延安市东二十里铺。於1980年至關閉期間正式名稱為延安飞机场、延安二十里堡机场。2018年11月8日，延安南泥湾机场落成後，二十里堡机场同時關閉。